# Šosse Entuziastov (stanice metra v Moskvě)
Šosse Entuziastov (rusky Шоссе Энтузиастов) je stanice moskevského metra. Několik minut pěší chůze se nachází stejnojmenná stanice na Moskevském centrální okruhu, na kterou lze bezplatně přestoupit.

## Charakter stanice
Šosse Entuziastov se nachází na Kalininské lince, zhruba v její prostřední části (v severovýchodní části Moskvy). Stanice je trojlodní ražená, s jedním výstupem. Střední loď je z jedné strany zkrácená a z jedné strany ukončená eskalátorovým tunelem vedoucím do mělce založeného podpovrchového vestibulu. Stěny všech tří lodí jsou obložené kamenem, stropy jsou omítnuté. Jak ve střední lodi, tak i na stěnách za nástupištěm jsou umístěné kovové plastiky s tematikou socialistického realismu. Veřejnosti je stanice přístupná od 30. prosince 1979.